# Bezzimyia lapidicina
Bezzimyia lapidicina är en tvåvingeart som beskrevs av Thomas Pape och Arnaud 2001. Bezzimyia lapidicina ingår i släktet Bezzimyia och familjen gråsuggeflugor.
Artens utbredningsområde är Costa Rica. Inga underarter finns listade i Catalogue of Life.